# Xi’an
Xi’an ([ɕí.án]ⓘ; chiń. 西安; pinyin Xī’ān) – ośrodek administracyjny prowincji Shaanxi, jedno z najważniejszych historycznie miast Chin.

## Historia
Powstało ponad 3100 lat temu i było stolicą trzynastu dynastii, m.in. Zhou, Qin, Han, Tang. W Xi’an kończył się i zaczynał Jedwabny Szlak łączący Chiny z Europą. Z miastem był związany Xuanzang – uczony i podróżnik.

## Zabytki

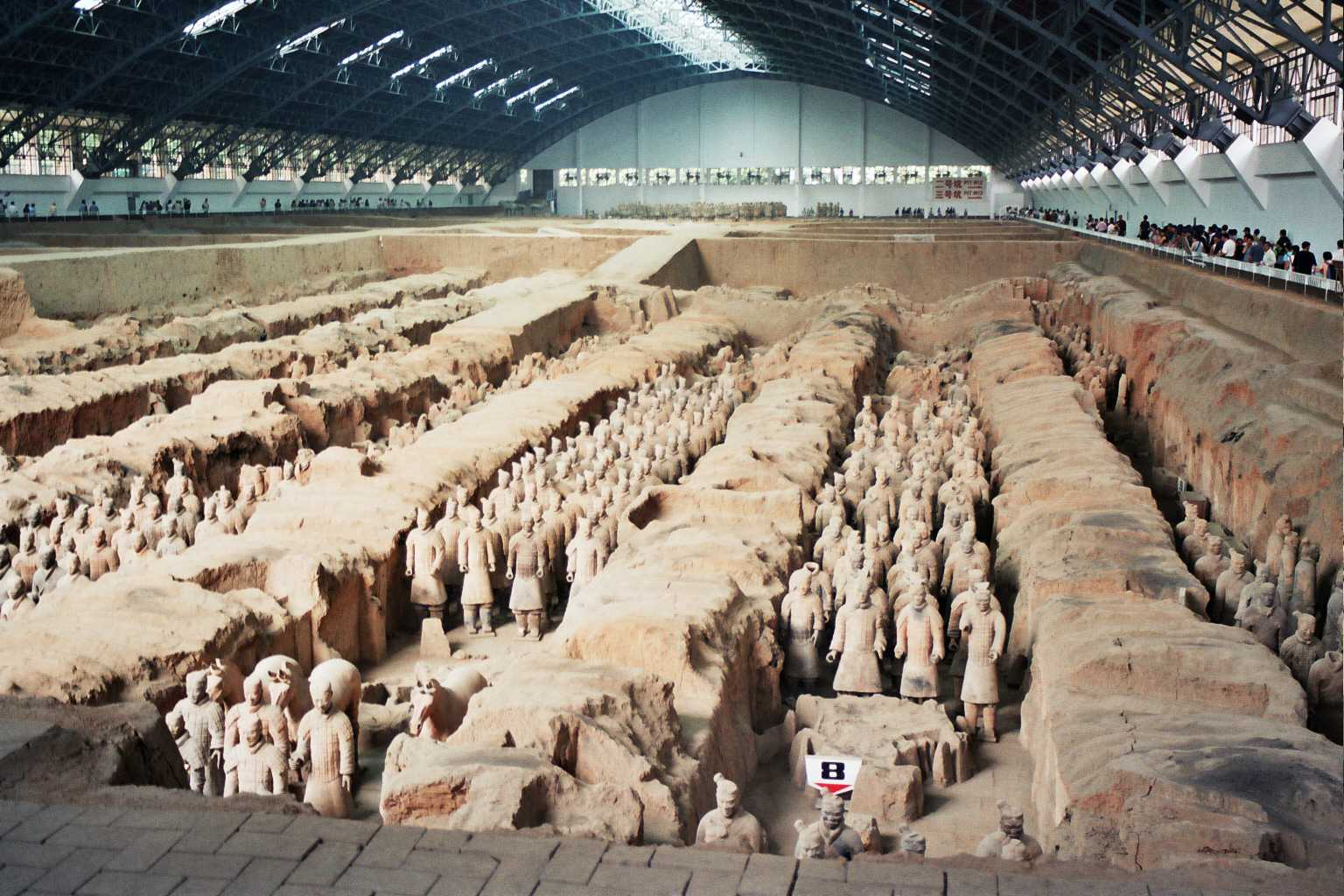
Terakotowa Armia

Główną atrakcją turystyczną jest znajdujące się w pobliżu miasta mauzoleum Pierwszego Cesarza z Terakotową Armią. Są to gliniane figury naturalnej wielkości żołnierzy ustawionych w szyku bojowym, odkryte przez chłopów kopiących studnię w 1974 roku.
Najatrakcyjniejszym miejscem miasta jest położona w centrum, tuż obok Wieży Bębna i Wieży Dzwonu, dzielnica muzułmańska z zabytkowym Wielkim Meczetem wybudowanym za czasów dynastii Tang. Centrum miasta okalają mury miejskie z czasów dynastii Ming.
Na południe od murów miejskich znajdują się dwie buddyjskie pagody wzniesione za czasów dynastii Tang: Wielka Pagoda Dzikich Gęsi i Mała Pagoda Dzikich Gęsi.

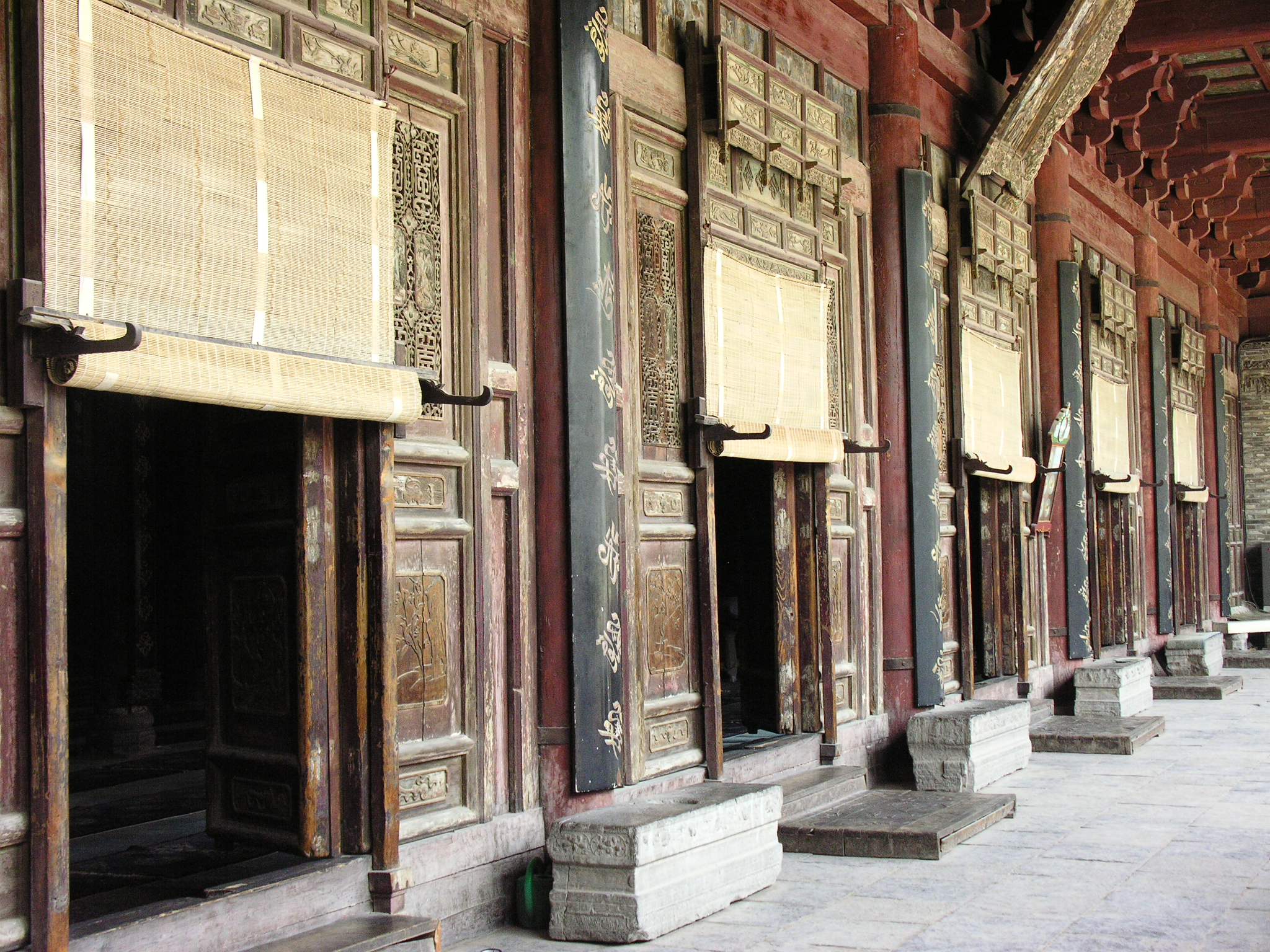
Wielki Meczet w Xi’an

W mieście położony jest także Wolong si (Klasztor Przyczajonego Smoka), klasztor buddyjski o ponad 1800-letniej historii. W Muzeum Beilin wystawiona jest tzw. stela z Xi’an z 781 informująca o misji nestoriańskiej (chrześcijańskiej), której tekst przetłumaczył w 1652 polski jezuita Michał Boym. Na przedmieściach stanowisko archeologiczne Banpo.
Dzisiejsze miasto wznosi się na terenie zajmowanym niegdyś przez Chang’an (长安), stolicę Chin w okresie dynastii Tang. Kilkadziesiąt kilometrów od Xi’anu ulokowany był niegdyś Xianyang, stolica państwa Qin i pierwszy ośrodek administracyjny Cesarstwa Chińskiego.

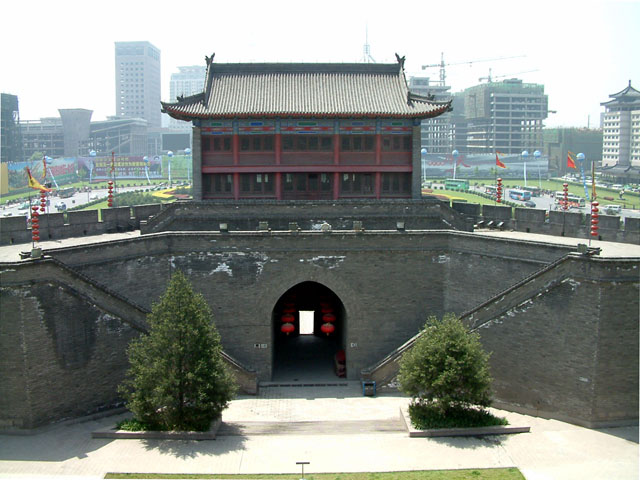
Brama południowa

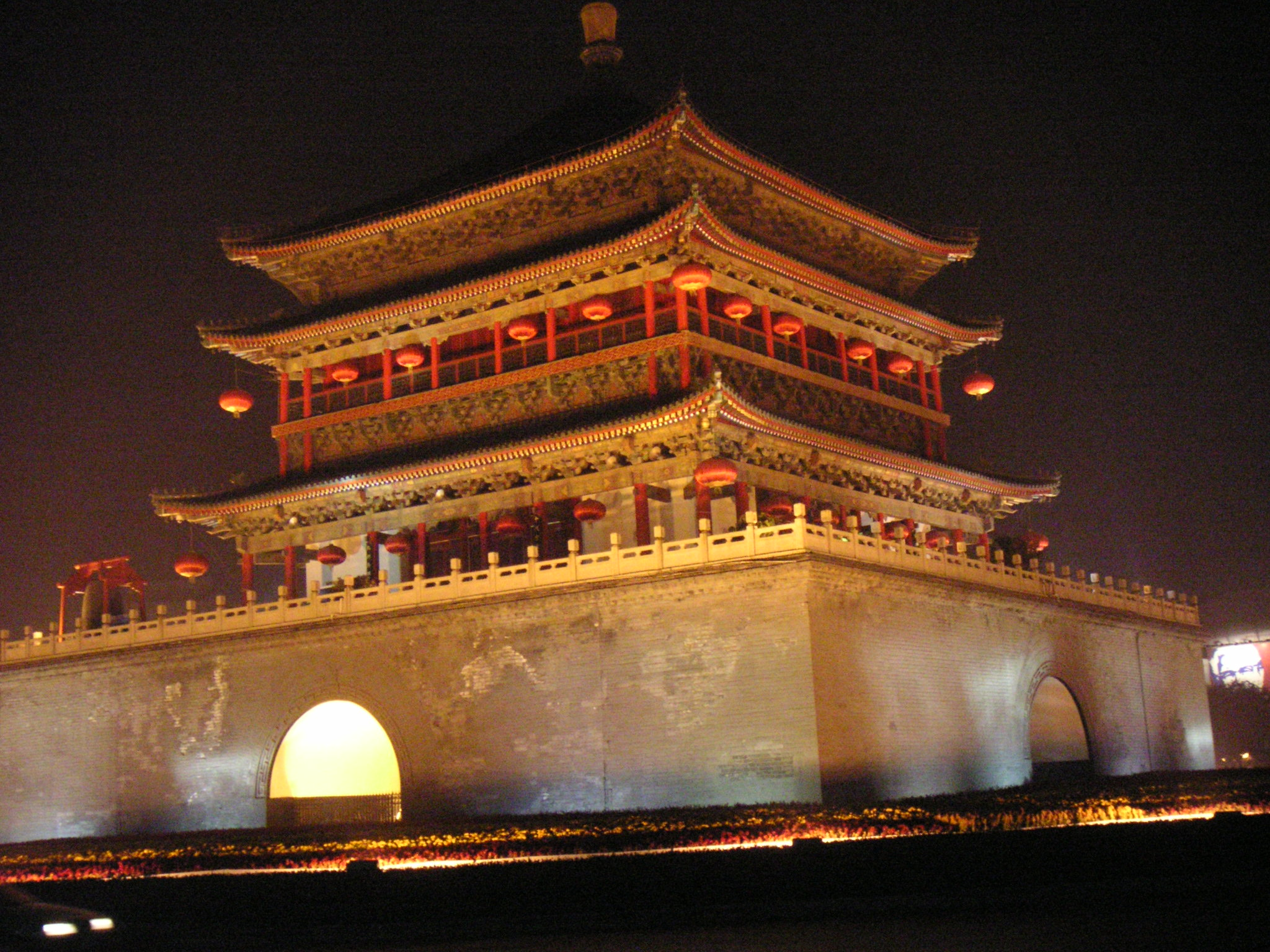
Wieża Dzwonu

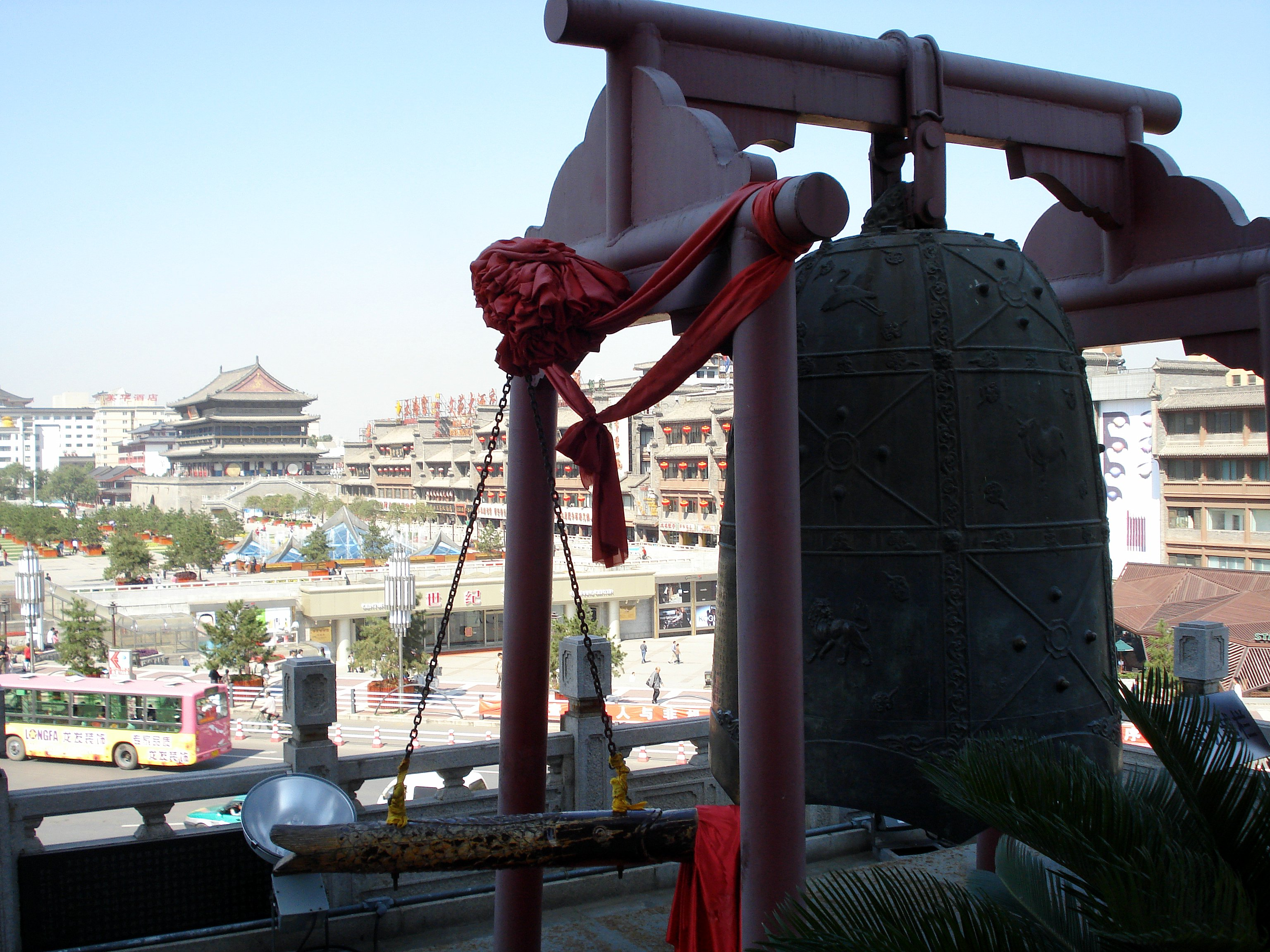
Wieża Dzwonu,
w głębi Wieża Bębna

## Podział administracyjny
Jednostka administracyjna „miasto Xi’an” podzielona jest na:
- 9 dzielnic (te dzielnice tworzą miasto Xi’an):
  - Lianhu,
  - Xincheng,
  - Beilin,
  - Baqiao,
  - Weiyang,
  - Yanta,
  - Yanliang,
  - Lintong,
  - Chang’an;
- 4 powiaty wiejskie (tworzą strefę podmiejską):
  - Lantian,
  - Zhouzhi,
  - Hu,
  - Gaoling.

## Gospodarka
Duży ośrodek turystyczny i gospodarczy z rozwiniętym przemysłem wysokich technologii, maszynowym, elektrotechnicznym, elektronicznym, środków transportu, włókienniczym, spożywczym, ceramicznym oraz hutnictwem żelaza. Rozwinięty outsourcing, centrum naukowe i kosmiczne.

## Miasta partnerskie
- Ateny, Grecja
- Birmingham, Wielka Brytania
- Cusco, Peru
- Dniepr, Ukraina
- Dortmund, Niemcy
- Edynburg, Wielka Brytania
- Isfahan, Iran
- Jassy, Rumunia
- Kair, Egipt
- Kansas City, Stany Zjednoczone
- Katmandu, Nepal
- Kioto, Japonia
- Lahaur, Pakistan
- Pau, Francja
- Québec, Kanada
- Stambuł, Turcja